# 凯叙
凯叙，是匈牙利巴兰尼亚州所辖的一个村。总面积7.31平方公里，总人口1344，人口密度183.9人/平方公里（2011年1月1日）。